# Дыдоров, Климент Иванович
Климент Иванович Дыдоров (23 января 1885, Санкт-Петербург — 10 марта 1938, Резекне) — русский офицер, участник Белого движения и борьбы за независимость Латвии.

## Биография
Родители — выходцы из крестьян Костромской губернии. Уроженец Санкт-Петербурга, сын заводского служащего Ивана Дыдорова и его жены Августы, урожденной Штейнваллер. В семье было семеро детей.
Образование получил в Императорском техническом училище. В 1908 году окончил Санкт-Петербургское пехотное юнкерское училище, откуда выпущен был подпоручиком в 177-й пехотный Изборский полк.
В Первую мировую войну вступил в рядах 177-го пехотного Изборского полка. За боевые отличия был награждён несколькими орденами, в том числе орденом Св. Анны 4-й степени с надписью «За храбрость». В 1917 году успешно окончил 2½-месячные подготовительные курсы Николаевской военной академии. По окончании курсов был назначен старшим адъютантом штаба 187-й пехотной дивизии. Позднее в 1917 году — капитан, и.д. начальника штаба 18-й пехотной дивизии.
После демобилизации Дыдоров вернулся в Ригу и взялся за формирование русской роты Балтийского ландесвера, командиром которой стал с 15 ноября 1918 года. Русская рота была одной из наиболее боеспособных частей ополчения. 31 декабря 1918 года она была включена в объединённый батальон ополчения, который участвовал в Инчукалнской битве.
Немецкое руководство позже упрекало роту в том, что та самовольно покинула Ригу.
В январе 1919 года рота восстановила свою боеспособность и участвовала в успешном наступлении на Штрунден (Скрунду) в конце месяца.
8 марта 1919 года рота Дыдорова влилась в отряд князя Ливена. С апреля 1919 года Дыдоров — помощник командира отряда.
Подразделению Дыдорова принадлежала решающая роль в освобождении Риги от большевиков 22 мая 1919 года.
Чтобы захватить Ригу, надо было быстро установить контроль над единственным уцелевшим мостом — Любекским. В этом помогли русские добровольцы князя Ливена. Его заместитель полковник Дыдоров рассказывал, что за «долгое стояние в Кальнецеме с этим болотом наши добровольцы уже были несколько знакомы, и более других знал эти тропы нынешний депутат Сейма от русских Григорий Сергеевич Елисеев. За 2 дня до наступления ему было поручено — совершенно секретно — обстоятельно исследовать ту тропинку, по которой, хотя бы на руках, можно было за пехотой протащить орудия». Прапорщик Елисеев вывел ударные батальоны Мантейфеля и Медема прямо в тыл 2-го латышского «красного» стрелкового полка. После короткого боя красные частично сдались в плен, частично разбежались. Ландесвер перехватил телефонные линии, заверяя большевиков, что на фронте все спокойно, в то время как до столицы оставалась четверть пути. Это позволило, по воспоминаниям Дыдорова, 22 мая 1919 года «буквально влететь в Ригу, застав комиссаров в парикмахерских, столовых и просто на улице».
К вечеру 22 мая ландесвер закрепился в районе Юглы, ливенцы очистили от красных северную часть Риги, включая Царский лес и Магнусгольм. Гарнизон Магнусгольмского форта (600 штыков) сдался без боя вместе с броневиком.
«Встреча в городе не поддаётся описанию. Некоторые целовали ноги всадников. Несмотря на то, что на улицах и у некоторых домов шли бои, население, одетое по-праздничному, бежало навстречу; из всех окон приветствовали флагами, платками», — вспоминал Дыдоров в 1930 году.
После ранения Анатолия Ливена в бою 24 мая 1919 года Дыдоров стал командиром его отряда. Вместе с ним он вступил в ряды Северо-Западной армии, где до 20 ноября 1919 г. командовал Пятой пехотной дивизией. Полковник (1919).
16 октября 1919 года дивизия под командованием Дыдорова успешно провела наступление от реки Луги до Кипени, взяла Красное Село и подступила к самому Петрограду на участке Стрельна — Лигово. Но эта победа не была подкреплена удачными наступательными операциями других дивизий Северо-Западной армии. Через некоторое время генерал Н. Н. Юденич приказал отступить. Судьба многих тысяч русских солдат и офицеров, оказавшихся зимой 1919—1920 годов под Нарвой была трагичной: голод, недостаток медикаментов, сыпной тиф уносил жизни людей. В своих воспоминаниях А. П. Ливен писал, что Дыдоров «всецело посвятил себя заботам о чинах дивизии, брошенных на произвол судьбы, и если ливенцам удалось сравнительно с другими легче найти возможность вырваться из зараженной тифом Нарвы, то этим они в большей мере обязаны заботам о них полковника Дыдорова».
После разгрома армии Юденича Дыдоров с семьей поселился в Резекне (бывшей Режице). Он открыл магазин электротоваров, налаживал электроснабжение в городе, занимался электрификацией городской управы, почты, банка. Активно участвовал в общественной жизни русских эмигрантов, являлся председателем Режицкого отдела Общества взаимопомощи военнослужащих в Латвии — Латвийского отделения РОВСа, поддерживал отношения с ветеранами Белого движения, обосновавшимися в Западной Европе, а с 1930 по 1936 год был постоянным корреспондентом журнала «Служба Связи Ливенцев и Северозападников».
Дыдоров умер 10 марта 1938 года в Резекне, похоронен на Покровском кладбище в Риге.

## Личная жизнь
Жена (с 1912 г.) — Герта Карловна (в крещении Галина Федоровна), урожденная Зейберлих (1894—после 1990).
Дети: Константин, Юрий (умерли в раннем детстве), Галина (в замужестве — Феофилова; 1922—2017, Сан-Паулу, Бразилия), Татьяна (1923—?) — позже эмигрировали в США.

## Сочинения
- Дыдоров К. И. Освобождение Риги от большевиков 22 мая 1919 года. // Служба связи ливенцев и северо-западников № 3. Стр. 22.